# Kaple Panny Marie Bolestné (Němčany)
Kaple Panny Marie Bolestné v Němčanech je římskokatolická poutní kaple zasvěcená Panně Marii Bolestné. Je chráněna jako kulturní památka.

## Historie
Kaple byla vystavěna mezi lety 1867–1877 z darů poutníků, přicházejících ke zdejší studánce Lutršték, jejíž voda spjatá s Mariánským kultem má zázračné účinky. Slavnostně vysvěcena byla dne 17. září 1877 za účasti mnoha poutníků. Ve třicátých letech 20. století byla kaple rozšířena a v sedmdesátých letech téhož století se dočkala oprav. Mezi lety 2002–2004 byla opět opravována, kdy byla mimo jiné vyměněna elektroinstalace, podlaha, omítka, střecha a opraveno bylo i zdivo a některé vybavení. V letech 2020–2021 prošla kaple úpravami liturgického prostoru.

## Vybavení
V kněžišti se mimo hlavní oltář s oltářním obrazem Panny Marie Bolestné nachází také nový ambon a obětní stůl, posvěcený tehdejším brněnským biskupem Vojtěchem Cikrlem dne 22. srpna 2021. Na kůru se nacházejí varhany, pocházející ze sedmdesátých let 20. století.

## Exteriér
Nedaleko kaple se stojí menší zděná kaplička se sochou Panny Marie Bolestné uvnitř, jejíž dnešní podoba pochází z 50. let 19. století. Před ní se nachází studánka se zázračnou vodou. Nedaleko od ní stojí kamenný kříž. Přímo před větší kaplí stojí litinový kříž a kamenná socha Krista Krále. Na zadní části kaple je umístěn dřevěný kříž. Nedaleko za kaplí se nachází přírodní památka Mrazový klín u bývalé pískovny.

## Galerie

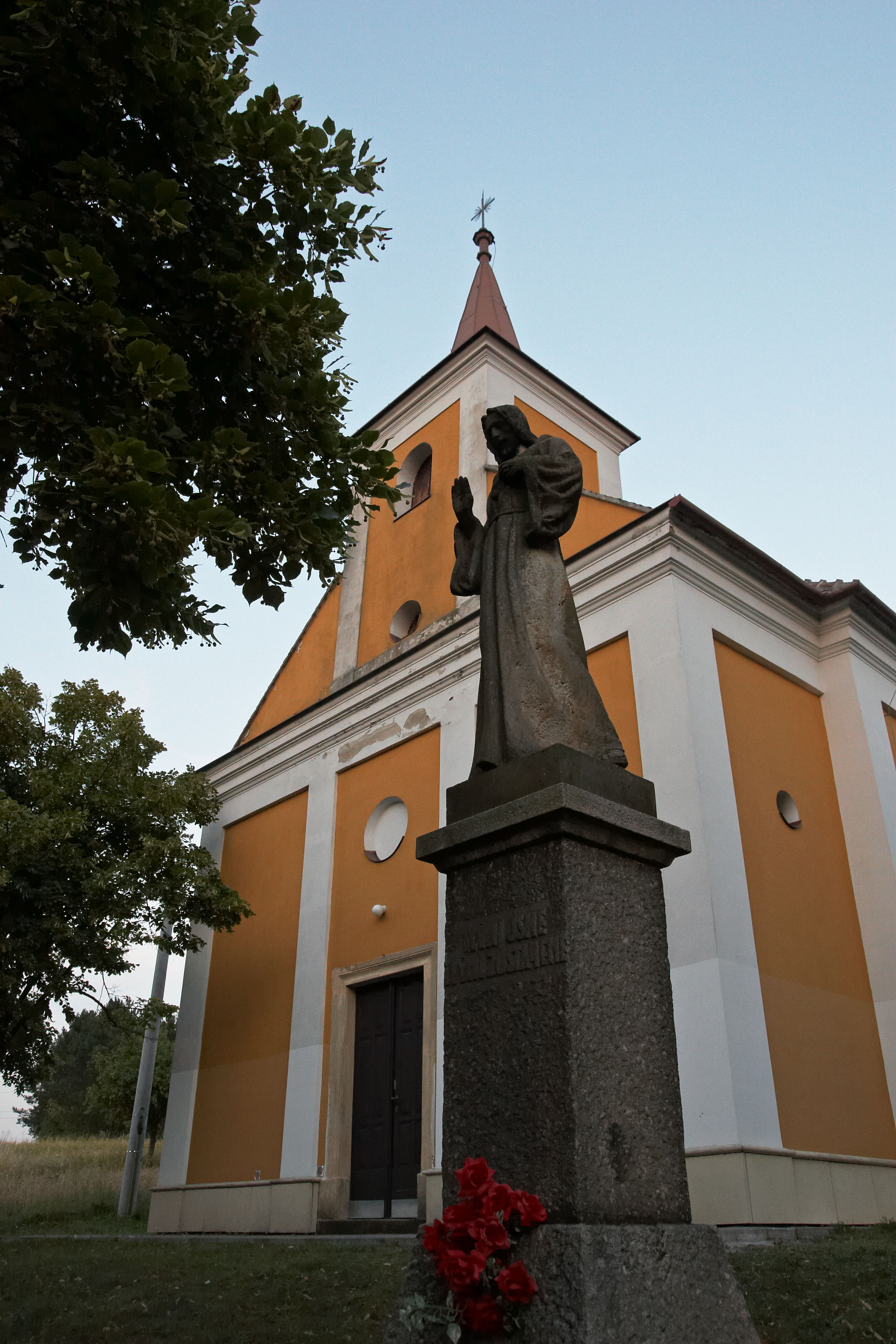
Socha Krista Krále před kaplí
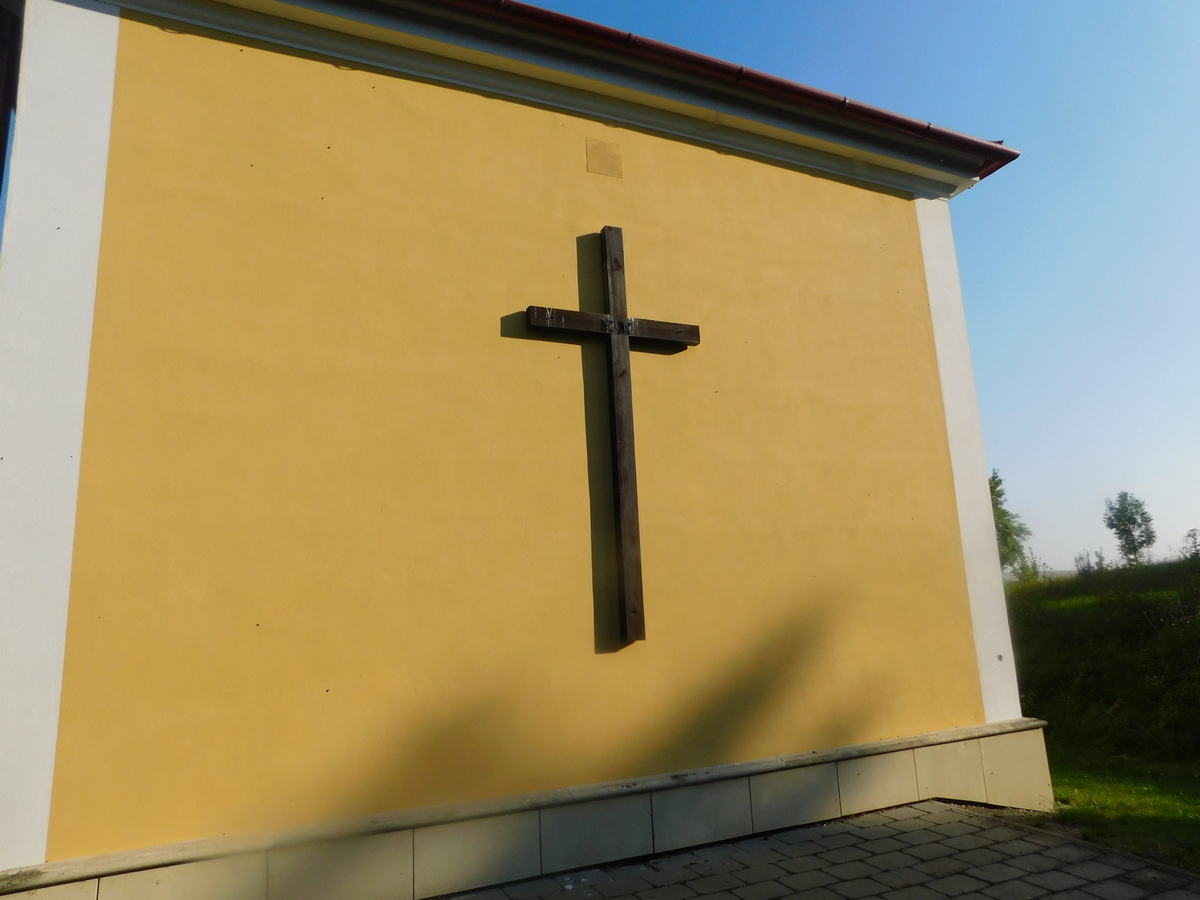
Kříž na kapli
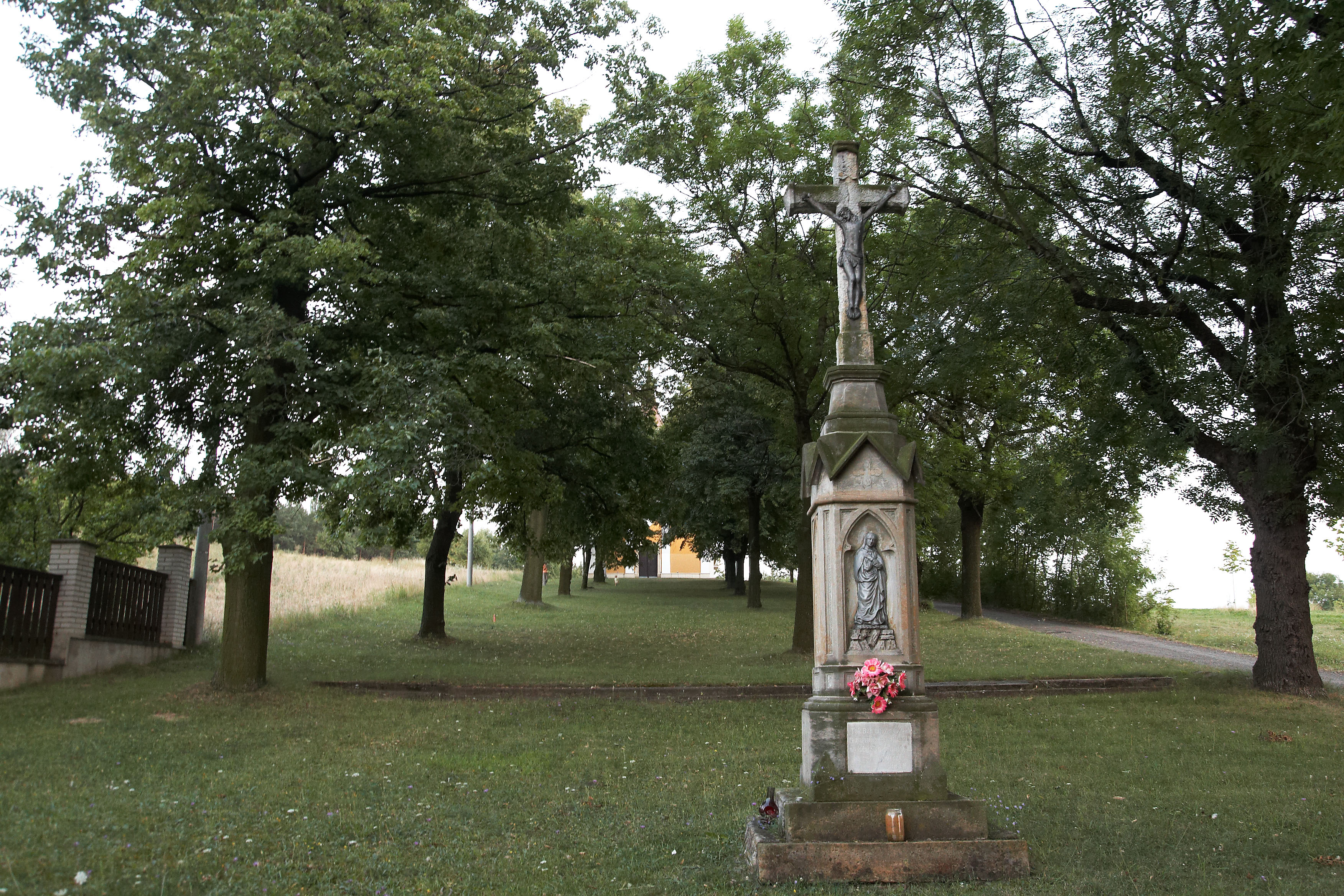
Kříž poblíž studánky
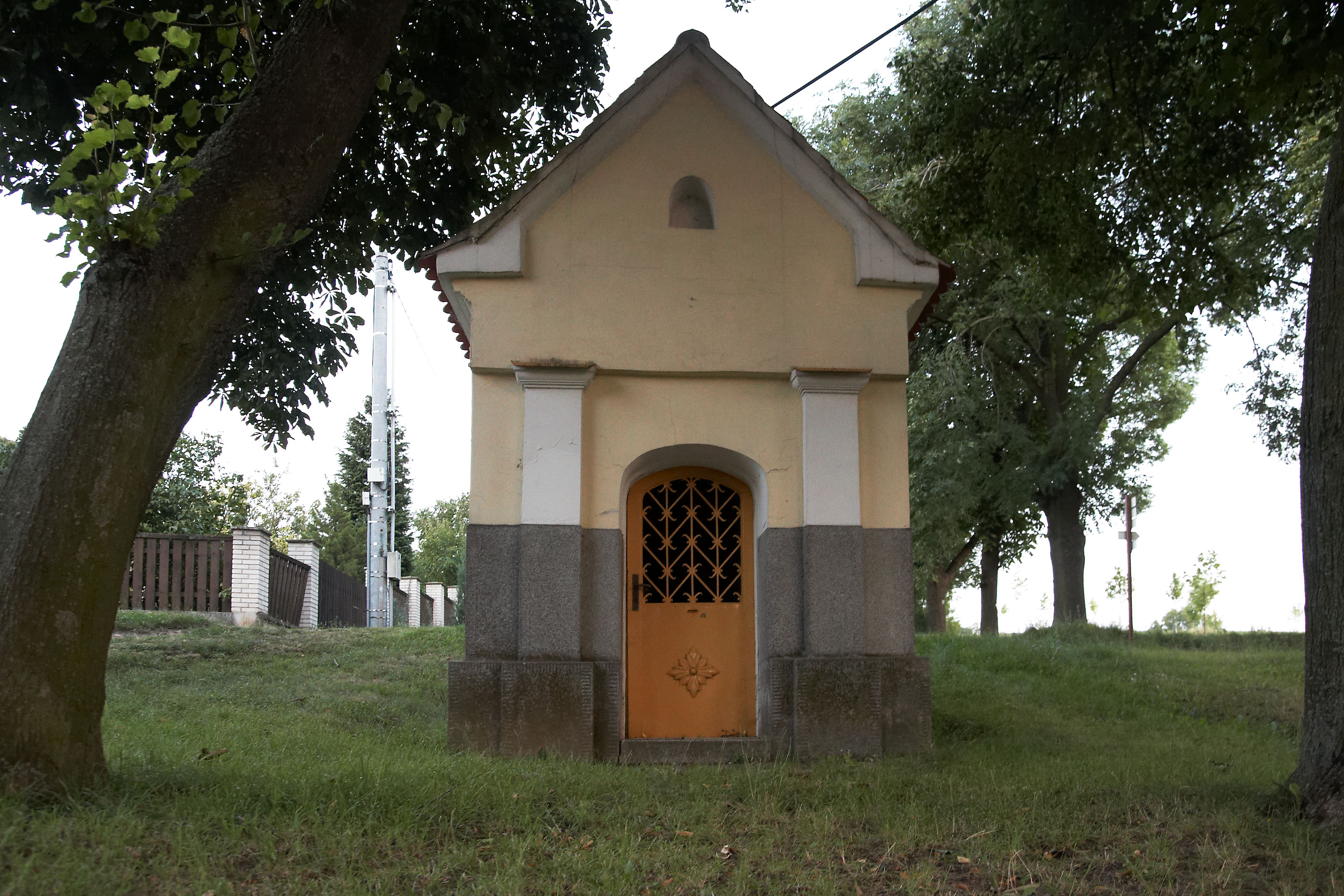
Kaplička u studánky